# O Silêncio da Noite
O Silêncio da Noite é um livro de ação e aventura, é o segundo da série Amanhã de John Marsden. Narra os acontecimentos 2 meses após o ataque de Guerreiros do Amanhã.

## Personagens
- Ellie Linton: Protagonista e narrador, líder do grupo.
- Homer Yannos: vizinho e amigo íntimo de Ellie, geralmente ele é quem comanda os ataques.
- Fiona Maxweel: Conhecida como Fi no grupo, sempre acompanha Ellie nos ataques, e tem um pequeno romance com Homer.
- Lee: Um dos mais inteligentes do grupo, trabalhava no restaurante da família antes da guerra, e tem um pequeno romance com Ellie.
- Robyn Mathers: Mais nova e religiosa do grupo é muito forte emocionalmente.
- Kevin Holmes: Namorado da Corrie Mackenzie (hospitalizada), já passou por muitos apuros.
- Chris Lang: Pode ser considerado um malandro, Fuma, bebe e escreve poemas, geralmente escritos nos livros.
- Heróis do Harvey: Um grupo de guerrilheiros.

## Sinopse
Com quem você pode contar quando o inferno é o único lugar seguro do planeta? O inimigo está ganhando cada vez mais poder, e sua crueldade aumenta a cada minuto. 
Os colonizadores começam a ocupar a cidade, e Ellie e seus amigos precisam agir rápido se quiserem resistir à invasão. Eles encontram possíveis aliados, os Heróis do Harvey, que prometem segurança e ataques aos soldados inimigos. 
Uma trama surpreendente se revela. A batalha fica mais intensa, e muitas traições se colocam no caminho de Ellie e seu grupo. Agora, eles têm certeza de que a vida mudou para sempre... e precisam fazer de tudo para sobreviver neste mundo impiedoso.